# Selecció de bàsquet de Bulgària
La Selecció de bàsquet de Bulgària és l'equip format per jugadors de nacionalitat búlgara que representa la "Federació de Bàsquet de Bulgària" en les competicions internacionals organitzades per la Federació Internacional de Bàsquet (FIBA) o el Comitè Olímpic Internacional (COI): els Jocs Olímpics, el Campionat del Món de bàsquet i l'Eurobasket.

## Classificacions

### Jocs Olímpics
- 1952 - 7
- 1956 - 5
- 1960 - 16
- 1968 - 10

### Campionats mundials
- 1959 - 7

### Campionats europeus
- 1935 - 8
- 1947 - 8
- 1951 - 4
- 1953 - 9
- 1955 - 4
- 1957 -  2
- 1959 - 5
- 1961 -  3
- 1963 - 5
- 1965 - 5
- 1967 - 4
- 1969 - 7
- 1971 - 6
- 1973 - 6
- 1975 - 5
- 1977 - 6
- 1979 - 11
- 1985 - 8
- 1989 - 7
- 1991 - 8
- 1993 - 16
- 2005 - 13
- 2009 - 13
- 2011 - 13
- 2022 - 20[3]

## Jugadors destacats
- Atanas Golomeev – Jugador búlgar més considerat. Nomenat 50 millors jugadors de la FIBA
- Georgi Glouchkov – Primer jugador d'Europa de l'Est a competir en la National Basketball Association (NBA)